# Richard Simmons
Milton Teagle "Richard" Simmons (født 12. juli 1948, død 13. juli 2024) var en amerikansk fitnessguru og skuespiller.